# Louis Rossel
Louis Nathaniel Rossel (Saint-Brieuc, 9 settembre 1844 – Versailles, 28 novembre 1871) è stato un militare francese, personalità di rilievo della Comune di Parigi.

## Biografia
Figlio del colonnello Louis Rossel e della scozzese Sarah Campbell, Louis Nathaniel crebbe in una famiglia protestante e repubblicana. Studiò a Saint-Brieuc, a Mâcon, a Nîmes, poi al collegio militare di La Flèche e infine all'École polytechnique di Parigi. Appassionato di strategia militare, Rossel dimostrò nel 1869 che i libri di strategia allora pubblicati e attribuiti a Napoleone I erano apocrifi. 
Nella guerra franco-prussiana del 1870 era capitano del genio a Metz: convinto che la guerra potesse essere ancora vinta se solo i capi politici e militari avessero veramente voluto combatterla, vide nella resa della Francia, firmata il 29 ottobre, un autentico tradimento. Raggiunse pertanto il governo provvisorio a Tours cercando di convincere Léon Gambetta a proseguire la resistenza, ma inutilmente. Rossel venne promosso colonnello e inviato nella guarnigione di Nevers. Rifiutò la decorazione della Legion d'onore.
Il 18 marzo 1871 Parigi proclamò la Comune e costrinse il governo di Adolphe Thiers a fuggire a Versailles. Rossel raggiunse subito Parigi e, il 22 marzo, fu nominato capo della 17ª legione. Il 3 aprile divenne capo di Stato maggiore della Comune e vide la necessità di una migliore organizzazione delle forze militari parigine e di una maggiore disciplina nel conflitto con Versailles. 
Il 30 aprile fu nominato delegato alla Guerra al posto di Cluseret, ma già il 9 maggio diede le dimissioni alla notizia della caduta del forte di Issy, con una lettera pubblica in cui denunciava le debolezze della Comune. Sospettato di tradimento e di aspirare alla dittatura, fu decretato il suo arresto, ma con l'aiuto dell'amico Charles Gérardin evase e si nascose a Parigi. 
Arrestato dai versagliesi alla caduta della Comune, fu messo sotto processo e condannato a morte dalla corte marziale di Versailles, malgrado le numerose attestazioni in sua difesa. Fu fucilato il 28 novembre 1871, nel campo militare di Satory, insieme con Théophile Ferré e con il sergente Pierre Bourgeois. Rossel è sepolto nel cimitero protestante di Nîmes, accanto ai genitori e a una sorella.

## Scritti
- Abrégé de l'art de la guerre, Paris, Lachaud, 1871
- La défense de Metz et la lutte à outrance, Paris, Le Chevalier, 1871
- La capitulation de Metz, Paris, Éditions De Broise, 1871
- Papiers posthumes, Paris, Lachaud, 1871
- Mémoires et correspondance, Paris, Stock, 1908